# Hermann Ammer
Hermann Ammer (8 de março de 1914 - 9 de ‎dezembro‎ de 2000) foi um oficial alemão que serviu na Heer durante a Segunda Guerra Mundial. Foi condecorado com a Cruz de Cavaleiro da Cruz de Ferro.